# 門羅 (緬因州)
門羅（英語：Monroe）是一個位於美國緬因州瓦多縣的鎮。

## 人口
根據2020年美國人口普查的數據，門羅的面積為101.09平方千米，當中陸地面積為100.80平方千米，而水域面積為0.28平方千米。當地共有人口931人，而人口密度為每平方千米9人。